# Parkour aux Jeux mondiaux de 2025
Navigation
Birmingham 2022 Karlsruhe 2029
Les épreuves de parkour des Jeux mondiaux de 2025 ont lieu les 12 et 13 août 2025 sur le site du lac Xinglong à Chengdu. Sur le site aura également lieu les compétions de duathlon et de canoë. 
C'est la deuxième édition du parkour aux mondiaux, discipline intégrée officiellement par la Fédération internationale de gymnastique depuis 2017.

## Organisation
Douze athlètes sont qualifiés d'après le classements aux derniers Championnats du monde 2024 - chaque comité national ne peut inscrire qu'un seul athlète.
| Femmes | Hommes |
| --- | --- |
| - Ella Bucio - Audrey Johnson - Miranda Tibbling - Noa Man - Sara Banchoff Tzancoff - Kseniya Momchilova - Shang Chunsong - Adela Merkova - Nene Nagai - Stefanny Navarro - Stephania Zitis - Sirinnaphat Atchariyadamrongkul - Raquel Olson | - Caryl Cordt-Moller - Andrea Consolini - Jaroslav Chum - Esteban Malaga - Andres Fierro - Carlos Pena - Elis Torhall - Mutsuhiro Shiohata - Tangui Van Schingen - Shea Rudolph - Eloan Hitz - Fu Sida - Tobias Kahofer |

## Médaillés
| Épreuves  | Or                 | Argent        | Bronze                 |
| --------- | ------------------ | ------------- | ---------------------- |
| Hommes    |                    |               |                        |
| Speed     | Caryl Cordt-Moller | Jaroslav Chum | Andrea Consolini       |
| Freestyle | Mutsuhiro Shiohata | Eloan Hitz    | Shea Rudolph           |
| Femmes    |                    |               |                        |
| Speed     | Miranda Tibbling   | Noa Man       | Sara Banchoff Tzancoff |
| Freestyle | Shang Chunsong     | Nene Nagai    | Sara Banchoff Tzancoff |

## Tableau des médailles
| Rang  | Nation | Or | Argent | Bronze | Total |
| ----- | ------ | -- | ------ | ------ | ----- |
| Total | Total  | -  | -      | -      | -     |